# Dysdera nenilini
Dysdera nenilini är en spindelart som beskrevs av Peter Mikhailovitch Dunin 1989. Dysdera nenilini ingår i släktet Dysdera och familjen ringögonspindlar.
Artens utbredningsområde är Turkmenistan. Inga underarter finns listade i Catalogue of Life.